# Гіллсайд-Лейк (Нью-Йорк)
Гіллсайд-Лейк (англ. Hillside Lake) — переписна місцевість (CDP) в США, в окрузі Дачесс штату Нью-Йорк. Населення — 1091 особа (2020).

## Географія
Гіллсайд-Лейк розташований за координатами 41°36′57″ пн. ш. 73°47′49″ зх. д. / 41.61583° пн. ш. 73.79694° зх. д. (41.615764, -73.796970).  За даними Бюро перепису населення США в 2010 році переписна місцевість мала площу 1,46 км², з яких 1,35 км² — суходіл та 0,10 км² — водойми.

## Демографія
Згідно з переписом 2010 року, у переписній місцевості мешкали 1084 особи в 395 домогосподарствах у складі 289 родин. Густота населення становила 744 особи/км².  Було 423 помешкання (290/км²).
Расовий склад населення:
| - 90,4 % — білих - 2,4 % — чорних або афроамериканців - 1,9 % — азіатів - 0,2 % — корінних американців - 3,9 % — осіб інших рас |

До двох чи більше рас належало 1,2 %. Частка іспаномовних становила 8,2 % від усіх жителів.
За віковим діапазоном населення розподілялося таким чином: 22,9 % — особи молодші 18 років, 67,0 % — особи у віці 18—64 років, 10,1 % — особи у віці 65 років та старші. Медіана віку мешканця становила 40,8 року. На 100 осіб жіночої статі у переписній місцевості припадало 89,5 чоловіків;  на 100 жінок у віці від 18 років та старших — 90,4 чоловіків також старших 18 років.
Середній дохід на одне домашнє господарство  становив 79 406 доларів США (медіана — 90 125), а середній дохід на одну сім'ю — 95 466 доларів (медіана — 98 194). За межею бідності перебувало 13,2 % осіб, у тому числі 26,0 % дітей у віці до 18 років та 27,5 % осіб у віці 65 років та старших.
Цивільне працевлаштоване населення становило 467 осіб. Основні галузі зайнятості: освіта, охорона здоров'я та соціальна допомога — 42,8 %, роздрібна торгівля — 19,5 %, виробництво — 11,3 %, науковці, спеціалісти, менеджери — 6,2 %.